# Volume 1 (Reagan Youth)
Volume 1 è il secondo album di studio del gruppo hardcore punk statunitense Reagan Youth. L'album è stato registrato presso gli High 5 Studios d New York e contiene gran parte del precedente album Youth Anthems for the New Order.

## Tracce
1. Reagan Youth – 1:15
2. New Aryans – 1:17
3. (Are You) Happy? – 1:33
4. No Class – 1:34
5. I Hate Hate – 1:58
6. Go Nowhere – 1:22
7. USA – 1:22
8. Anytown – 2:00
9. In Dog We Trust – 2:50
10. Degenerated – 2:22

## Formazione
- Dave Insurgent - voce
- Paul Cripple - chitarra
- Al Pike - basso
- Steve Weinstein - batteria
- Jerry Boss Williams - ingegneria del suono